# Episodi di Vincenzo Maliconico, avvocato d'insuccesso (seconda stagione)
La seconda stagione della serie televisiva Vincenzo Malinconico, avvocato d'insuccesso, composta da 4 episodi, è stata trasmessa in prima visione e in prima serata su Rai 1 dal 1º al 16 dicembre 2024.
| nº | Titolo     | Prima TV         |
| -- | ---------- | ---------------- |
| 1  | Episodio 1 | 1º dicembre 2024 |
| 2  | Episodio 2 | 8 dicembre 2024  |
| 3  | Episodio 3 | 15 dicembre 2024 |
| 4  | Episodio 4 | 16 dicembre 2024 |

## Episodio 1
- Diretto da: Luca Miniero
- Soggetto di: Diego De Silva, Massimo Reale e Pier Paolo Piciarelli
- Scritto da: Diego De Silva, Pier Paolo Piciarelli e Luca Miniero

### Trama
Vincenzo, dopo l'addio di Alessandra, è spaesato e anche a livello lavorativo le cose non vanno meglio tanto che il suo amico Benny gli propone di lavorare con lui come associato. L'avvocato accetta e il primo caso riguarda la difesa di una prostituta ricattata, Venere, che rischia di perdere l'affidamento della propria figlia; Tricarico scopre che dietro al ricatto c'è una sua conoscenza e si muove in prima persona per fermarlo. Sul fronte privato Vincenzo si trova ad affrontare il periodo della gravidanza della figlia Alagia e si imbatte nella nuova fiamma di Nives, Paolo Rogna. Frequentando Benny, Vincenzo ha anche modo di conoscere Clelia Cusati, una giornalista d'assalto che si occupa di inchieste sui rifiuti e che per questo sta ricevendo delle chiamate anonime. Nives prende Venere a lavorare come sua segretaria cosicché non le venga tolta la figlia ma la ragazza non si presenta e poco dopo viene trovata morta sulla spiaggia. Vincenzo è affranto e al cimitero promette alla madre della ragazza di scoprire la verità.
- Altri interpreti: Carolina Rapilo (Venere D’Asporto), Matilde Diana (Antonella Gentile), Chiara Cavalieri (madre di Venere).
- Ascolti: telespettatori 3 005 000 – share 17,10%[3].

## Episodio 2
- Diretto da: Luca Miniero
- Soggetto di: Gualtiero Rosella
- Scritto da: Gualtiero Rosella, Diego De Silva, Pier Paolo Piciarelli e Luca Miniero

### Trama
Guido Ranucci, il magistrato che ha in mano il caso, bolla come suicidio la morte di Venere ma Malinconico non è per niente convinto e viene aiutato da Clelia nella sua personale indagine. Nel frattempo l'avvocato assiste Laura Carbone, una donna con problemi psichici accusata dell'omicidio di Bartolo Cangemi, titolare di uno stabilimento balneare presso cui lavorava, scoprendo che ha voluto vendicarsi perché per colpa sua è stata in carcere per dieci anni. Vincenzo stana poi lo stalker di Clelia che altro non è che un vicino di casa che si è infatuato di lei, tale Alvise Sorgi.
- Altri interpreti: Anna Ammirati (Laura Carbone), Fabrizio Sabatucci (PM Giuseppe Gargiulo), Biagio Musella (Alvise Sorgi).
- Ascolti: telespettatori 2 861 000 – share 16,60%[4].

## Episodio 3
- Diretto da: Luca Miniero
- Soggetto di: Diego De Silva e Paola Mammini
- Scritto da: Paola Mammini, Diego De Silva, Pier Paolo Piciarelli e Luca Miniero

### Trama
Il figlio di Malinconico trova morto il santone Agostino Della Vergine sul quale doveva fare un documentario e, invece di chiamare la polizia, avvisa in primis il padre. La PM Ferrari, durante l'interrogatorio, nota l'atteggiamento reticente del ragazzo; pur non essendo state trovate sue tracce sulla scena del delitto, la dottoressa e il padre pensano che il ragazzo sappia molto di più. Il santone si stava arricchendo a dismisura approfittandosi della bontà delle persone. Vincenzo e Nives pressano Alfredo il quale racconta di aver visto l'amico Fareed sulla scena del delitto poco prima; il ragazzo però risulta irreperibile insieme alla madre malata. Malinconico ne parla con la PM Ferrari ma dopo poco suo figlio viene arrestato. Silvia indica alla PM il nascondiglio del fidanzato Fareed che viene arrestato insieme alla madre; sarà quest'ultima però a confessare l’omicidio e il figlio di Malinconico verrà rilasciato.
Nel frattempo Malinconico, abbandonata la pista di Antonio Speranza, un cliente di Venere che si era innamorato di lei a tal punto da esserne ossessionato, inizia ad indagare sull’imprenditore Sergio Cardinale che era solito organizzare feste di beneficenza nella sua villa. Un giorno però viene arrestato il pusher Pasquale Cianuro, reo confesso di aver ceduto la droga a Venere. Vincenzo quindi chiede aiuto ad Antonella, amica d’infanzia di Venere, ma la ragazza non vuole aiutarlo.
- Altri interpreti: Simone Colombari (Sergio Cardinale), Ivan Castiglione (commissario Marco Tardelli), Raffaella Rea (PM Maddalena Ferrari), Gabriele Greco (Mimmo), Angelo Curti (Agostino Della Vergine), Autilia Ranieri (madre di Fareed), Marialuce Bianchi (zia di Fareed), Fabiola Biancospino (moglie di Della Vergine), Luciana Zazzera (sorella di Della Vergine), Biagio Musella (Alvise Sorgi), Matilde Diana (Antonella Gentile), Diego Riace (Joker).
- Ascolti: telespettatori 2 845 000 – share 16,90%[5].

## Episodio 4
- Diretto da: Luca Miniero
- Soggetto di: Pier Paolo Piciarelli
- Scritto da: Diego De Silva, Pier Paolo Piciarelli e Luca Miniero

### Trama
Il PM Ranucci, parlando con Malinconico, si ricorda che Antonella Gentile aveva denunciato Sergio Cardinale poiché la avrebbe drogata e stuprata a una sua festa di beneficenza; tuttavia pochi giorni dopo la ragazza aveva ritirato la denuncia. Dai tabulati telefonici risulta che il cellulare di Venere poche ore prima della morte si è agganciato a una cella di Torre Annunziata dove avrebbe comprato la droga dal pusher. Malinconico si accorge di essere seguito e riceve in studio un mazzo di crisantemi come minaccia. Si imbatte poi nell’uomo che lo sta pedinando il quale gli chiede se gli siano piaciuti i fiori. Una sera l’avvocato viene accoltellato per strada ma Tricarico blocca l’assalitore prima dell’arrivo della polizia. Malinconico per fortuna è stato ferito di striscio e viene dimesso dopo poco mentre l’uomo che lo stava pedinando si chiama Raffaele D’Aniello detto Joker. Una sera Antonella Gentile racconta a Vincenzo che era stata Venere a chiederle di andare alla festa a casa di Cardinale salvo andarsene prima che lei venisse violentata; Venere sarebbe poi tornata nella villa per cercare delle prove al riguardo e sarebbe stata uccisa per questo motivo. Malinconico e Tricarico riescono a partecipare a una festa al termine della quale trovano una stanza segreta dove alcuni uomini mascherati stanno avendo dei rapporti sessuali con delle ragazze: l’amico dell’avvocato nota che tra di esse c’è sua figlia e aggredisce Cardinale. Nel mentre un uomo mascherato fugge dalla villa e i due lo inseguono fino a casa scoprendo poi che si tratta del PM Ranucci il quale confessa di aver organizzato la morte di Venere aggiungendo che loro non hanno prove. La mattina seguente però Ranucci viene arrestato poiché sia il pusher Cianuro che Cardinale, fermato dalla polizia la sera prima, lo incolpano della morte di Venere.
Sul fronte privato Vincenzo finalmente arriva al bacio con Clelia, Nives, la sua ex moglie, per farlo ingelosire ha intrattenuto una breve relazione con Paolo Rogna, giovane istruttore di padel, la suocera Assunta invece frequenta il suo oncologo Mimmo come antidepressivo mentre Alagia partorisce il bambino nato dalla relazione che ha portato avanti a Friburgo con Mattia. Inoltre Malinconico decide di mettere alla porta l’amico Espedito il quale si riconcilia con la moglie. 
- Altri interpreti: Simone Colombari (Sergio Cardinale), Ivan Castiglione (commissario Marco Tardelli), Gabriele Greco (Mimmo), Liliana Fiorelli (Ega), Connie Dentice, Diego Riace (Joker), Matilde Diana (Antonella Gentile), Roberto Cacciopoli (Mattia), Chiara Cavalieri (madre di Venere), Carolina Rapilo (Venere D’Asporto).
- Ascolti: telespettatori 3 015 000 – share 18,74%[6].